# Bernard Samuel
Bernard Samuel (* 7. November 1949 in Philadelphia; † 14. Januar 2020) war ein US-amerikanischer Jazzmusiker (Piano, Komposition), der als Bernard Sammul vor allem in der Musikszene Philadelphias tätig war.

## Leben und Wirken
Samuel, der aus Philadelphia stammt, studierte von 1971 bis 1973 Piano und Musiktheorie an der Granoff's Music School in seiner Geburtsstadt, von 1973 bis 1975 am Thomas Eakins Workshop bei Curtis Harmon (Temple University). von 1978 bis 1980 nahm er weiteren Unterricht im Jazz Workshop von Barry Harris in New York City. Im Laufe seiner Karriere abrietete er u. a. mit Hank Mobley, Philly Joe Jones, Cecil Payne, Roy Brooks, Rufus Harley, Carl und Earl Grubbs, Odean Pope, Khan Jamal (Infinity, 1984), Charlie Chisholm, Johnny Lytle, Bootsie Barnes und Jimmy Oliver. Außerdem produzierte er zwei Kabelfernsehprojekte für Rollins Cable TV (derzeit Comcast Cable) in Philadelphia, Informance ’83 und Jazzadelphia ’84.
Samuel trat auf dem Kool Jazz Festival in Penn’s Landing Philadelphia mit dem Programm Sound of Freedom auf. Er präsentierte Eigenkompositionen bei zahlreichen Jazzfestivals, u. a. mit dem Sänger/Liedtexter George V. Johnson junior. Samuel arbeitete in Philadelphia in der John W. Coltrane Cultural Society und Jazz for Youth; des Weiteren leitete er von 1990 bis 1998 Workshops zu Musikgeschichte in öffentlichen Bibliotheken und des YMCA in Philadelphia. Seine Komposition „Waltz for My Lady“ wurde von Jazz FM (Temple University) im Rahmen der „Philadelphia Jazz Showcase CD Compilation, Volume I“ (1996) ausgewählt. 2008 erschien sein Trioalbum Vision als Eigenproduktion.
Samuel war von 1999 bis 2004 Hauspianist bei Lowes Hotel Inc. Er trat im Winter 2004 und 2005 in Frankfurt für Eckart Witzigmanns Palazzo-Produktion in The Cotton Club unter der Leitung des Posaunisten Tony Hurdle auf. Im Bereich des Jazz war er laut Tom Lord zwischen 1972 und 2019 an vier Aufnahmesessions beteiligt, neben Khan Jamal (Don’t Take No!, 1989) auch mit dem Saxophonisten Conny Murray (New York Song Book, 1995) und mit George V. Johnson, Jr. (Next in Line!, 2000).